# Комсомольский (Красноборский район)
Комсомо́льский — посёлок на юго-западе Красноборского района Архангельской области. Входит в состав Алексеевского сельского поселения.

## Географическое положение
Посёлок находится на юго-западе Красноборского района Архангельской области, близ границы с Устьянским и Котласским районами. Комсомольский располагается на берегу реки Устья, в её верховье. Расстояние до Красноборска равно 50 км (по автодороге), до Котласа — 110 км (по автодороге), до Архангельска — 590 км (по автодороге).

## Население
| 2002 | 2010 |
| ---- | ---- |
| 375  | ↘207 |

Численность населения деревни, по данным Всероссийской переписи населения 2010 года, составляла 207 человек. Постоянное население посёлка составляло 226 человек (по данным на 2009 г.), в том числе 83 пенсионера и 37 детей.

## Социальная сфера
В посёлке действует клуб, школа, фельдшерский пункт, несколько магазинов.

## Транспорт
Посёлок связан автодорогой с селом Красноборск, центром Красноборского района и Алексеевского сельского поселения.

### Карты
- Комсомольский на карте Wikimapia